# Trở lại Volga
Ký sự Trở lại Volga là một phim ký sự sẽ chuyển tải cho người xem những nét khắc họa đặc sắc nhất về cảnh sắc thiên nhiên, cấu trúc địa lý, sự kiện, nhân vật lịch sử, phong tục tập quán, cuộc sống thường ngày của cư dân ven dòng Volga; nét truyền thống cùng nhịp sống hiện đại của đất nước Nga. Phim do Hãng phim Truyền hình Thành phố Hồ Chí Minh phối hợp với Công ty World Star sản xuất được phát sóng trên kênh HTV7 

## Nội dung
Bộ phim phác họa toàn cảnh về những nét đặc trưng của địa lý, lịch sử, văn hóa nước Nga, thể hiện dọc hai bên bờ Sông Volga, dòng sông Mẹ vĩ đại của đất nước này. Hành trình của mình, bộ phim giới thiệu với khán giả khoảng 40 trong số gần 100 thành phố, thị trấn, làng mạc ven sông. Trong đó có những thành phố lớn như: Tver, Kostroma, Yaroslavi, Nhijnhy Novgorod, Kazan, Ulianovsk, Samara, Saratov, Volgagrad, Astrakhan... Nhiều tập phim cũng đã giới thiệu một số nét kiến trúc đặc thù của các đô thị cổ của nước Nga với những mái vòm của các nhà thờ chính thống giáo nổi tiếng. Một số tập phim cũng đề cập đến các nhà văn hóa lớn của nước Nga: nhà thơ nông dân Drojin, nhà soạn kịch Ostrovsky, nhà văn Pautovsky, Gorky... Bộ phim cũng giới thiệu với khán giả phong cảnh mùa thu đẹp tuyệt vời của nước Nga.

## Thực hiện
Ngày 10-09-2008, đoàn làm phim đã có buổi ra mắt.
Ngày 15-09-2008, đoàn làm phim lên đường sang Nga, bắt đầu hành trình thực hiện ký sự thực tế Trở lại Volga.
Chuyến đi kéo dài 45 ngày với lộ trình kéo dài hơn 10.000 km dọc theo Sông Volga, đi qua 92 thành phố, thị trấn, làng mạc dọc sông Volga của Nga.

## Danh sách các tập phim
- Tập 1: Chào Moskva
- Tập 2: Kênh đào Moskva
- Tập 3: Đường đến thượng nguồn
- Tập 4: Nơi dòng sông sinh ra
- Tập 5: Xuôi dòng Volga
- Tập 6: Octaskốp
- Tập 7: Rzhev - Những hồi ức đau thưong
- Tập 8: Thành phố bị lãng quên (Zubtsov)
- Tập 9: Thành phố Tver - Bâng khuâng hoài cổ
- Tập 10: Bảo tàng Liza Traikina
- Tập 11: Thành phố Tver - Những công trình nghệ thuật
- Tập 12: Drojin - thi si nông dân
- Tập 13: Konakovo - Gốm sứ nay còn đâu
- Tập 14: Bảo tàng Konakovo
- Tập 15: Dubna - Thành phố hạt nhân
- Tập 16: Thành phố của dĩ vãng
- Tập 17: Tìm đến cung điện Hoàng tử
- Tập 18: Uglich - Thành phố váng
- Tập 19: Thành phố chuột
- Tập 20: Bến hồ Rubinskoe
- Tập 21: Thành phố Rubinsk
- Tập 22: Thành phố Ngưu lang - Chức nữ
- Tập 23: Yaroslavl - Thành phố 1000 năm
- Tập 24: Làng cổ của thành phố Kostroma
- Tập 25: Tỉnh Kostroma
- Tập 26: Ples với danh họa Levitan
- Tập 27: Ples - Thành phố của mỹ nghệ
- Tập 28: Bình minh mưa ở Navaloki
- Tập 29: Thành phố Kineshma
- Tập 30: Shchyolkovo - trang trại của Ostrovsky
- Tập 31: Phu kéo thuyền trên sông Volga
- Tấp 32: Hồi sinh từ đáy hồ
- Tập 33: Trên quê hương phi công Tckhalov
- Tập 34: Ấn tựong Gorozets
- Tập 35: Bảo tàng Samovar
- Tập 36: Bảo tàng dân gian
- Tập 37: Dĩ vãng hồi sinh
- Tập 38: Thành phố Nhijdhny Novgorod
- Tập 39: Khúc biển tấu ở Nhijdnhy Novgorod
- Tập 40: Phố Pokrovka ở Nhijdnhy Novogorod
- Tập 41: Qua vùng biên giới
- Tập 42: Mảnh đất Mari EI
- Tập 43: Đâu rồi! Vasylsursk?
- Tập 44: Cheboksary - Thủ đô huyền thoại
- Tập 45: Cheboksary ngày nay
- Tập 46: Gặp đồng hương ở Cheboksary
- Tập 47: Trung bộ sông Volga
- Tập 48: Thành phố Voljsk
- Tập 49: Kazan cổ kính và hiện đại
- Tập 50: Điện Kremli ở Kazan
- Tập 51: Làng Tactar truyền thống
- Tập 52: Người Việt ở Kazan
- Tập 53: Pháo đìa Kazan
- Tập 54: Thành phố Ulianovsk
- Tập 55: Ngôi nhà thơ ấu của Lênin
- Tập 56: Bảo tàng Lênin
- Tập 57: Tháp Chạp - phô và Xưởng mộc
- Tập 58: Ngài Thị Trưởng nhiều thiện cảm và người nông dân giàu tâm huyết
- Tập 59: Thành phố Sưzan
- Tập 60: Thành phố Samara
- Tập 61: Biểu tượng của Samara
- Tập 62: Thành phố Engel
- Tập 63: Thành phố Saratov
- Tập 64: Tượng đài chiến thắng ở Saratov
- Tập 65: Bảo tàng phi công vũ trụ
- Tập 66: Đồi Mamaev ở Vogagrad
- Tập 67: Thành phố Volgragrad
- Tập 68: Người Việt ở Volgagrad
- Tập 70: Người Cossack ở Volgagrad
- Tập 71: Astrakhan - Thành phố tình yêu
- Tập 72: Điện Kremiln ở Astrakhan
- Tập 73: Nơi dòng sông ra biển
- Tập 74: Dinh thụ Tsaritsyno
- Tập 75: Kiến trúc thời Xô viết
- Tập 76: Tạm biệt Moscow - Tạm biệt Volga

## Đoàn làm phim
- Biên kịch, đạo diễn: Đỗ Bèn, Phan Tô Hoài
- Biên tập: Nguyễn Trọng Nghĩa
- Quay phim: Đào Quang Tuệ
- Kỹ thuật: Nguyễn Dương Khôi